# 祭祖大典 (華夏民族始祖)
祭祖大典是中国人纪念民族始祖的一种大型活动。
祭祀时候，有身着漢服的演奏人员，用中国传统的乐器，演奏出古朴悠长的乐声，祭台下金龙、瑞狮在乐声中交叉翻腾。身着漢服的精壮汉子抬着猪、牛、羊三牲，发髻高挽的白衣少女端着谷、黍等五谷，虔诚地将它们摆在了祭祀台上。在司仪官的主导下，主祭官按照古代祭祀仪规，行礼献辞，唱诵祝文，祭祀中华民族始祖炎、黄二帝、嫘祖、大禹、川祖望、丛二帝和百家姓氏祖先。随后，相继进香拜祭。